# ARTV Canal Parlamento Portugal
ARTV (también llamado Canal Parlamento), es un canal de televisión público, perteneciente al Estado portugués que transmite las sesiones plenarias de la Asamblea de la República. A pesar de ser un servicio público de televisión no forma parte del operador estatal portugués RTP.
Este canal emite en los operadores de televisión de pago (las 24 horas al día) desde el 18 de septiembre de 2002, y en señal en abierto a través de la Televisión Digital Terrestre (10 horas al día, de lunes a viernes) desde el 27 de diciembre de 2012.
El canal inició sus emisiones en la TV de pago en el operador TV Cabo el 18 de septiembre de 2002, empezando a emitir en la TDT en abierto solo 10 años después, el 27 de diciembre de 2012, comenzando las emisiones regulares el 3 de enero de 2013.
El 22 de julio de 2015, el canal comienza a emitir en formato panorámico 16:9.

## Consejo de Dirección
El Consejo de Administración está compuesto por:
- Emídio Guerreiro : Partido Social Democrata (PSD)
- João Castro : Partido Socialista (PS)
- Jorge Campos : Bloco de Esquerda (BE)
- João Almeida : Partido Popular (CDS)
- Bruno Dias : Partido Comunista Português (PCP)
- José Luís Ferreira : Partido Ecologista Os Verdes (PEV)